# Erinnern für die Zukunft

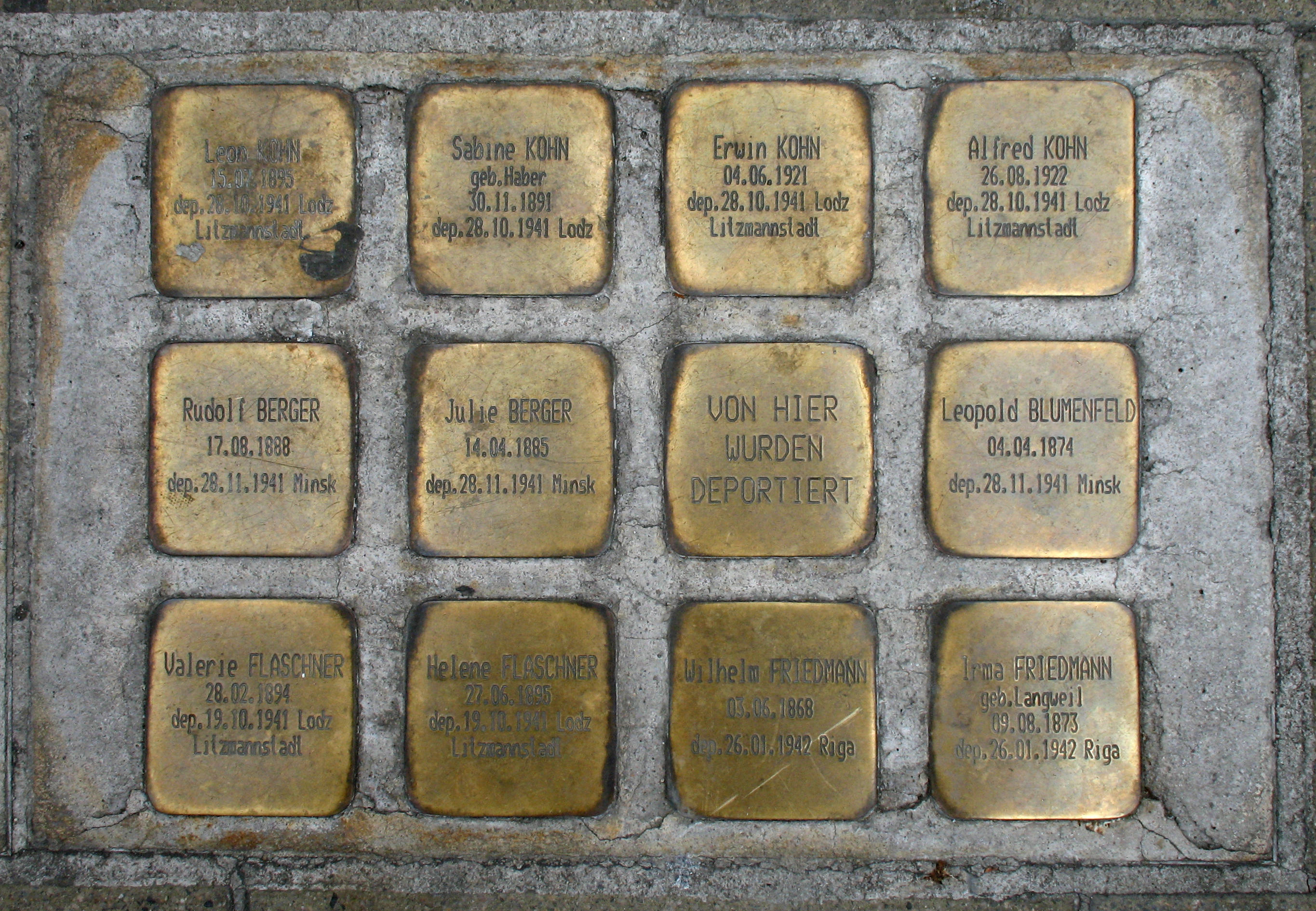
Mariahilfer Straße/Otto-Bauer-Gasse, 2009

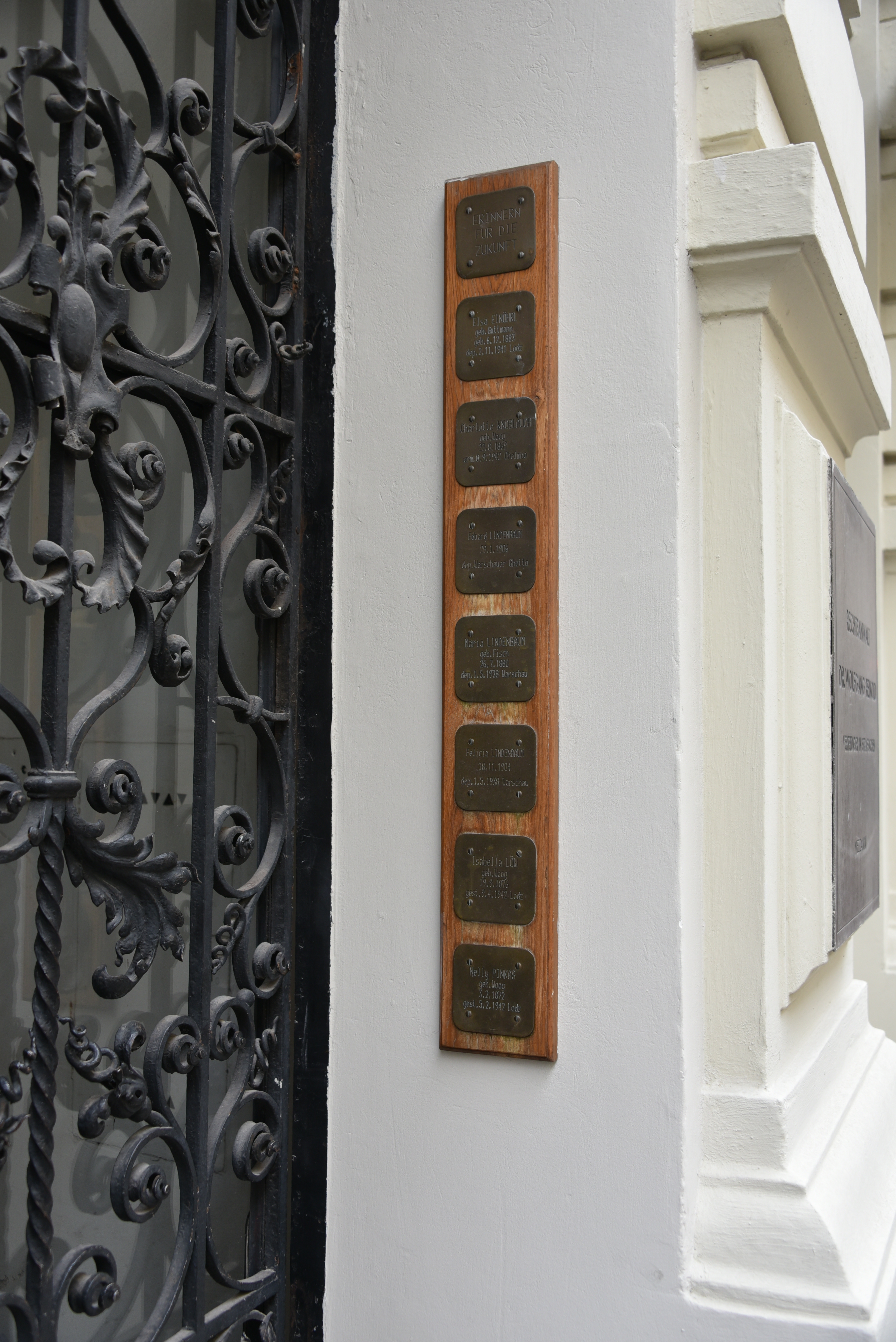
Köstlergasse 11, 2015

Erinnern für die Zukunft ist eine österreichische Initiative des Wiener Gemeindebezirks Mariahilf, die im Jahr 2007 begründet wurde und Gedenksteine und -tafeln für 841 aus Mariahilf deportierte und ermordete Opfer des Nationalsozialismus verlegt hat.
Initiator ist der sozialdemokratische Bezirksrat Kilian Franer, Vorsitzender der Kulturkommission. Projektkoordinatorin ist die Volkskundlerin und Kulturarbeiterin Ulli Fuchs. Die Träger des Projekts sind die Mariahilfer Kulturplattform (gegenwärtig unter der Obmannschaft des Bezirksvorstehers Markus Rumelhart, vormals unter Bezirksvorsteherin Renate Kaufmann (2007–2014), beide von der SPÖ), sowie die Kulturkommission Mariahilf.

## Ziel
„Hunderte Unschuldige wurden in Mariahilf aus rassistischen, politischen, religiösen und aus sonstigen ideologischen Gründen, auch wegen ihrer sexuellen Orientierung, deportiert und ermordet. Zum ehrenden Andenken an diese Menschen sollen in Mariahilf bleibende Gedenkobjekte geschaffen werden, nicht zuletzt mit dem Ziel, ähnlichen Tendenzen in Gegenwart und Zukunft entgegenzutreten.“

Die im Gehsteig eingelassenen Gedenksteine und die an der Fassade angebrachten Wandtafeln sollen Passanten zum Nachdenken anregen. „Es ist eine Bewusstseinsarbeit, eine Form der Vergangenheitsbewältigung; die Ermordeten erhalten wieder einen Platz in ihrer Heimat.“

## Kontext
In Wien haben sich fünf Initiativen etabliert, die unterschiedliche Stadtteile mit Gedenksteinen ausstatten: In der Leopoldstadt und einer Reihe weiterer Bezirke ist der Verein Steine der Erinnerung tätig, in Wien-Landstraße die Initiative Steine des Gedenkens und in Wien-Josefstadt das Projekt Steine der Erinnerung Josefstadt, gegründet von der früheren Nationalratsabgeordneten Irmtraut Karlsson, sowie Steine der Erinnerung in Liesing. Während die anderen Initiativen auf privaten Bemühungen beruhen, wurde das Projekt Erinnern für die Zukunft durch die Bezirksvertretung und ihre gewählten Mandatare initiiert.
Alle fünf Initiativen für Wiener Gedenksteine der Opfer des NS-Regimes beruhen zwar auf dem Konzept der Stolpersteine von Gunter Demnig, lehnen aber unisono den Begriff Stolpersteine ab. Initiator Kilian Franer dazu: „Wir haben in unserem Bezirk keine Stolpersteine. Wir legen vielmehr Wert darauf, dass niemand bei uns stolpert, weil wir unseren Bezirk barrierefrei gestalten wollen. Ich weiß schon, dass der Ausdruck metaphorisch gemeint ist, aber dennoch lehnen wir ihn ab.“
Chronologisch gesehen war das Land Salzburg Vorreiter der Gedenksteine. Schon im Juli 1997 wurden in St. Georgen bei Salzburg die ersten Stolpersteine für zwei hingerichtete Zeugen Jehovas verlegt, durchgeführt von Gunter Demnig. Der Initiator dieser Aktivität war der Gedenkdienst-Gründer Andreas Maislinger. In der Stadt Salzburg besteht ein „Personenkomitee Stolpersteine“ mit 280 Beteiligten, welches die Verlegung von Stolpersteinen koordiniert. Von 2007 bis 2014 wurden 240 Erinnerungsobjekte angebracht. Jedoch ist Salzburg auch Ort massiver Störaktionen: 2011 wurden drei Stolpersteine gestohlen, 31 Gedenksteine wurden mit Teer beschmiert. Ein einschlägig vorbestrafter Tatverdächtiger der rechtsextremen Szene wurde im Oktober 2013 verhaftet und in der Folge verurteilt. Auch in der historisch belasteten Stadt Braunau am Inn erinnern von Demnig eingesetzte Stolpersteine an Opfer des nationalsozialistischen Terrorregimes. Andreas Maislinger war auch hier Ideengeber des Projekts. Das Einlassen der Messingtafeln in die Gehsteige hat für ihn auch einen wichtigen Nebeneffekt: „Es geht darum, auf den Boden zu schauen, sich vor den Opfern zu verbeugen. Und man wird an die nationalsozialistischen Verbrechen erinnert.“

## Widerstand der Hausbesitzer
Eine Reihe von Hauseigentümer lehnt das Anbringen von Gedenktafeln an der Fassade des Hauses ab. Elisabeth Ben Hindler-David vom Leopoldstädter Verein Steine der Erinnerung dazu: „Es war im Jahr 2005. Mein Onkel aus Israel, der Bruder meiner Mutter, wollte in Wien eine Wandtafel am Haus seiner Eltern anbringen, eine Gedenktafel für meine Großeltern in der Porzellangasse im neunten Bezirk. Ich habe die Hausverwaltung kontaktiert. Die Hausbesitzerin hat sich strikt geweigert.“ Zum Großteil bekomme ihr Verein für das Anbringen von Tafeln an der Fassade keine Erlaubnis, bei mehreren Eigentümern reiche schon das Nein einer Partei. Daher sind alle Wiener Initiativen überwiegend auf Gedenksteine im Gehsteig vor dem jeweiligen Haus angewiesen.

## Beirat
Dem „ExpertInnenbeirat“ der Initiative gehören an:
- Brigitte Bailer-Galanda, Dokumentationsarchiv des Österreichischen Widerstandes
- Raimund Fastenbauer, Generalsekretär der Israelitischen Kultusgemeinde
- Annemarie Fenzl, Dokumentationsarchiv der Erzdiözese Wien
- Kurt Krickler, Generalsekretär der Homosexuellen Initiative Wien (HOSI Wien)
- Rudolf Sarközi, Dokumentations- und Informationszentrum Österreichischer Roma
- Anthony Williams, Österreichische Arbeitsgemeinschaft für Rehabilitation und Dachverband der österreichischen Behindertenorganisationen

## Kritik und Gegenkritik
Das Projekt der Stolper-, Denk- bzw. Gedenksteine wird generell durchaus kontrovers betrachtet. Beispielsweise kritisierte die frühere Präsidentin des Zentralrats der Juden in Deutschland, Charlotte Knobloch, es sei unerträglich, dass die Namen der Opfer in Steinen am Boden eingelassen wurden.
Eine Kontroverse ergab sich auch, als Gunter Demnig die Wiener Steine der Erinnerung als Plagiat seiner Initiative Stolpersteine empfand. Die Gegenkritik konzentrierte sich auf das De-facto-Monopol des Künstlers für Gedenksteine: „Er will nicht, dass andere Initiativen dieses Erinnerungsprojekt aufgreifen, ist aber selbst so ausgebucht, dass Interessierte sehr lange Wartezeiten in Kauf nehmen müssen.“ Demnig hat in Österreich bislang Stolpersteine in den Bundesländern Niederösterreich, Salzburg und Vorarlberg, in acht Gemeinden des Bezirkes Braunau am Inn, in Graz und Klagenfurt verlegt.

## Gleichnamige Institutionen und Initiativen
- In Bremen besteht bereits seit 1991 ein gleichnamiger Verein, der unter anderem Führungen und Veranstaltungen in der Dokumentationsstätte Gefangenenhaus Ostertorwache veranstaltet.[5]
- In Nordrhein-Westfalen steht ein Konzept zur Erinnerungskultur in der Schule unter diesem Titel.[6]
- Im Jahr 1999 wurde in Moers ein gleichnamiger Verein gegründet.[7]